# ناحیه الکلند، میشیگان
ناحیه الکلند (به انگلیسی: Elkland Township) یک منطقهٔ مسکونی در ایالات متحده آمریکا است که در شهرستان تاسکولا، میشیگان واقع شده‌است.
 ناحیه الکلند ۹۲٫۲ کیلومتر مربع مساحت و ۳٬۵۲۸ نفر جمعیت دارد و ۲۳۵ متر بالاتر از سطح دریا واقع شده‌است.